# Cambridge Springs
Cambridge Springs es un borough ubicado en el condado de Crawford en el estado estadounidense de Pensilvania. En el año 2000 tenía una población de 2,363 habitantes y una densidad poblacional de 75 personas por km².

## Geografía
Cambridge Springs se encuentra ubicado en las coordenadas 41°48′8″N 80°3′33″O / 41.80222, -80.05917.

## Demografía
Según la Oficina del Censo en 2000 los ingresos medios por hogar en la localidad eran de $31,957 y los ingresos medios por familia eran $39,196. Los hombres tenían unos ingresos medios de $31,146 frente a los $22,350 para las mujeres. La renta per cápita para la localidad era de $12,863. Alrededor del 12.2% de la población estaba por debajo del umbral de pobreza.